# كريستوفر بايك (مؤلف)
كريستوفر بايك (بالإنجليزية: Christopher Pike)‏ (12 نوفمبر 1954، نيويورك في الولايات المتحدة)؛ كاتِب مُتخصِّص في أدب الأطفال وروائي أمريكي.

## روابط خارجية
- كريستوفر بايك على موقع إن إن دي بي (الإنجليزية)